# مارتن إلينجسن
مارتن إلينجسن (بالنرويجية البوكمول: Martin Skjelbreid Ellingsen)‏ هو لاعب كرة قدم نرويجي في مركز الوسط، ولد في 4 مايو 1995 في إلفروم في النرويج. لعب مع نادي مولده.

## وصلات خارجية
- مارتن إلينجسن على موقع اتحاد النرويج (النرويجية)
- مارتن إلينجسن على موقع قاعدة بيانات كرة القدم.إي يو (الإنجليزية)
- مارتن إلينجسن على موقع Soccerway.com (الإنجليزية)